# 黒湯温泉
黒湯温泉（くろゆおんせん）は、秋田県仙北市の乳頭温泉郷にある温泉。温泉郷の最奥部先達川上流に位置する。乳頭温泉郷で一番高い標高800m地点にある。明治中期までは亀ノ湯ともよばれた。

## 泉質
- 硫黄泉

温泉名は黒湯だが、温泉の色は青みがかった乳白色である。

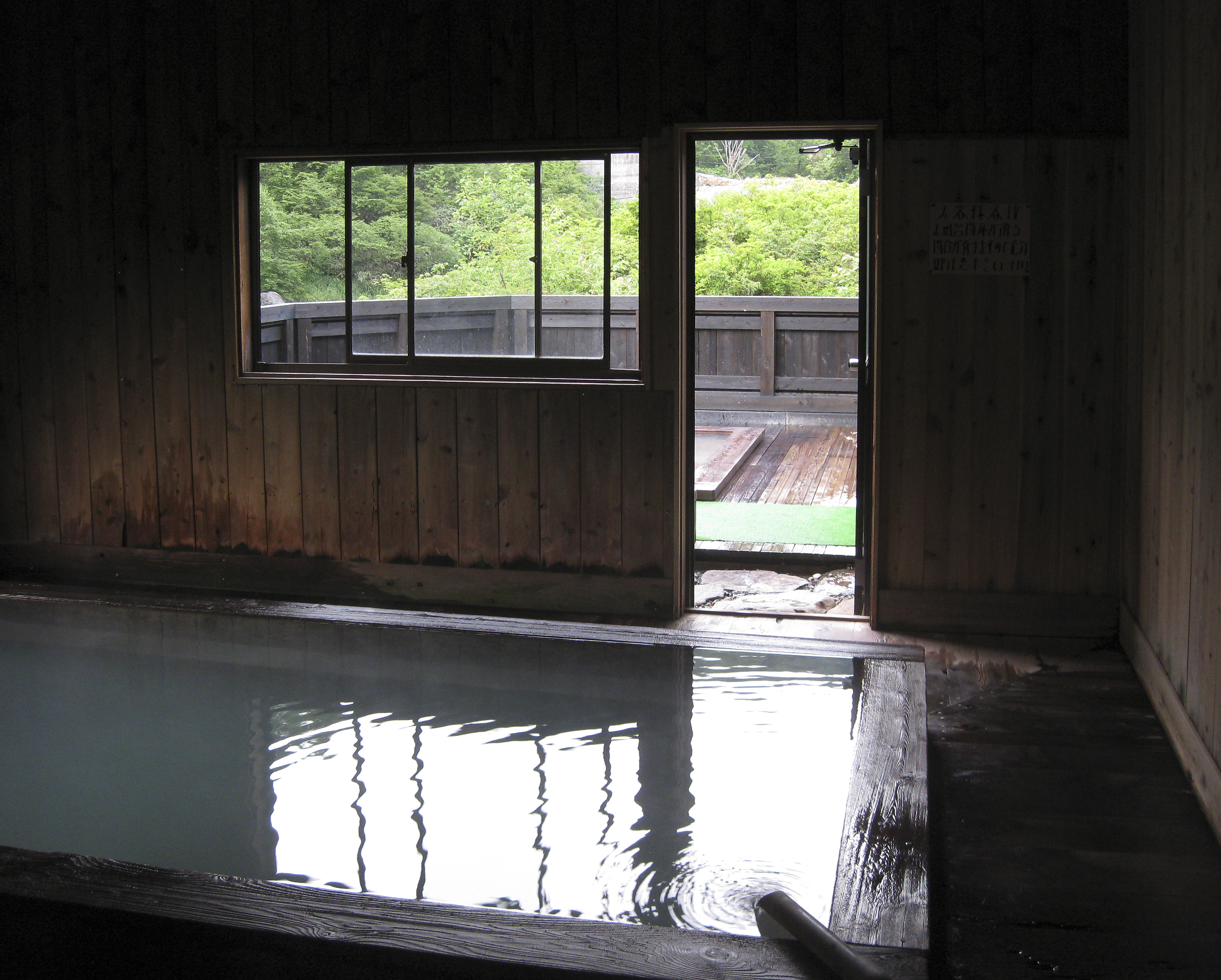
湯は乳白色の硫黄泉

## 歴史
開湯は約300年前。発見は1674年（延宝2年）頃と推測される。温泉郷内では鶴の湯温泉に次ぐ歴史があり、鶴の湯に因んで亀の湯の別称があった。古くは秋田藩の湯治場であった。
獣が病気を癒しに来ることから、諸獣の來留湯(くるゆ)と名付けたという言い伝えや、湯が黒みがかって見えるから黒湯と言ったなどの言い伝えがある。戊辰戦争では国境警備の最前線として、田沢村の農兵や横手の兵隊が藁葺き小屋に泊まって張り番をした。戦前は蛇捕りを副業としている目つきの鋭い老人が湯番をしていて、干した蛇を軒に沢山吊していた。
現在の乳頭温泉郷は鶴の湯が最も人気があるが、以前は黒湯が一番人気を誇っていた。1967年（昭和42年）10月19日、乳頭温泉郷の一部として国民保養温泉地に指定された。

## 温泉地
一軒宿の「黒湯温泉」が営業する。

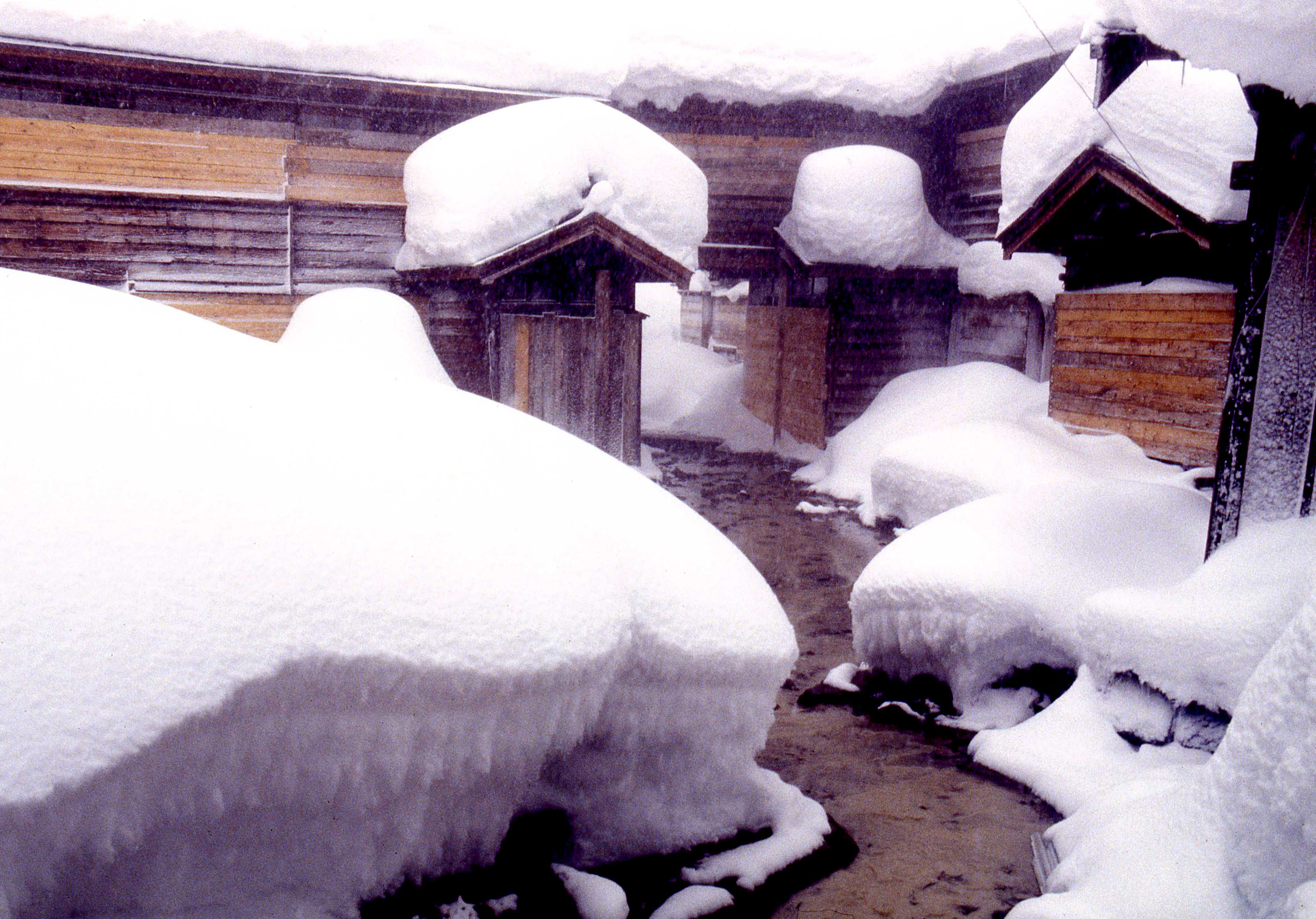
木造板張りの湯小屋

茅葺、杉皮葺屋根、周囲の雑木林から伐りだした木材をそのまま利用した露天風呂、湯小屋など、鄙びた外観が特徴である。内湯を3つ、露天風呂を2つ、打たせ湯を2つ有する。
古くから湯治場であった伝統を色濃く残し、秘湯ブーム以降、観光地化した現在でも旅館部の他に自炊部を置く。湯治客のほか、古くから登山客の利用も多い。同じく一軒宿の孫六温泉とは、川にかかった人道橋を徒歩で渡ってすぐのところにある。
乳頭温泉郷の旅館の中で唯一、冬季は休業している（ほかの6館は通年営業）。
なお漫画家のつげ義春は、昭和40年代（1969年5月、1976年9月）に訪れ、当時の湯治場の雰囲気を4枚のイラストにして残している（「旅の景色」、「桃源行」）。

## アクセス
- 鉄道
  - JR秋田新幹線・田沢湖線 田沢湖駅より羽後交通の路線バス「乳頭線」で約55分で終点。そこから徒歩約20分。
- 車
  - 国道341号から秋田県道127号駒ケ岳線・秋田県道194号西山生保内線を経由し、休暇村乳頭温泉郷の前から右手に分け入り、1.3kmほど進むと駐車場がある。駐車場の下に宿がある。

## 周辺
- 乳頭温泉郷
  - 孫六温泉
  - 一本松温泉
  - 蟹場温泉
  - 大釜温泉
  - 妙乃湯温泉
  - 鶴の湯温泉